# Gorni Dameanovți, Gabrovo
Gorni Dameanovți (în bulgară Горни Дамяновци) este un sat în comuna Treavna, regiunea Gabrovo,  Bulgaria. 

## Demografie
Componența etnică a satului Gorni Dameanovți
     Bulgari (60%)
     Nicio identificare (40%)
     Altele (0%)
La recensământul din 2011, populația satului Gorni Dameanovți era de 5 locuitori. Din punct de vedere etnic, majoritatea locuitorilor (60,0%) erau bulgari. Pentru 40,0% din locuitori nu este cunoscută apartenența etnică.